# Tamaz Kosztava
Tamaz Kosztava, grúzul: თამაზ კოსტავა (Kutaiszi, 1956. február 29. –) szovjet válogatott grúz labdarúgó, hátvéd.

## Pályafutása

### Klubcsapatban
1973 és 1976 között a Torpedo Kutaiszi, 1977 és 1982 között a Dinamo Tbiliszi, majd 1983–84-ben ismét a Torpedo Kutaiszi labdarúgója volt. A Dinamóval egy-egy szovjet bajnoki címet és kupagyőzelmet ért el. Tagja volt az 1980–81-es idényben KEK-győztes csapatnak.

### A válogatottban
1978 novemberében három alkalommal szerepelt a szovjet válogatottban és egy gólt szerzett. Mindháromszor a japán válogatott ellen játszottak felkészülési mérkőzést.

## Sikerei, díjai
Dinamo Tbiliszi
- Szovjet bajnokság
  - bajnok: 1978
- Szovjet kupa
  - győztes: 1979
- Kupagyőztesek Európa-kupája (KEK)
  - győztes: 1980–81